# 伊爾庫茨克國際機場

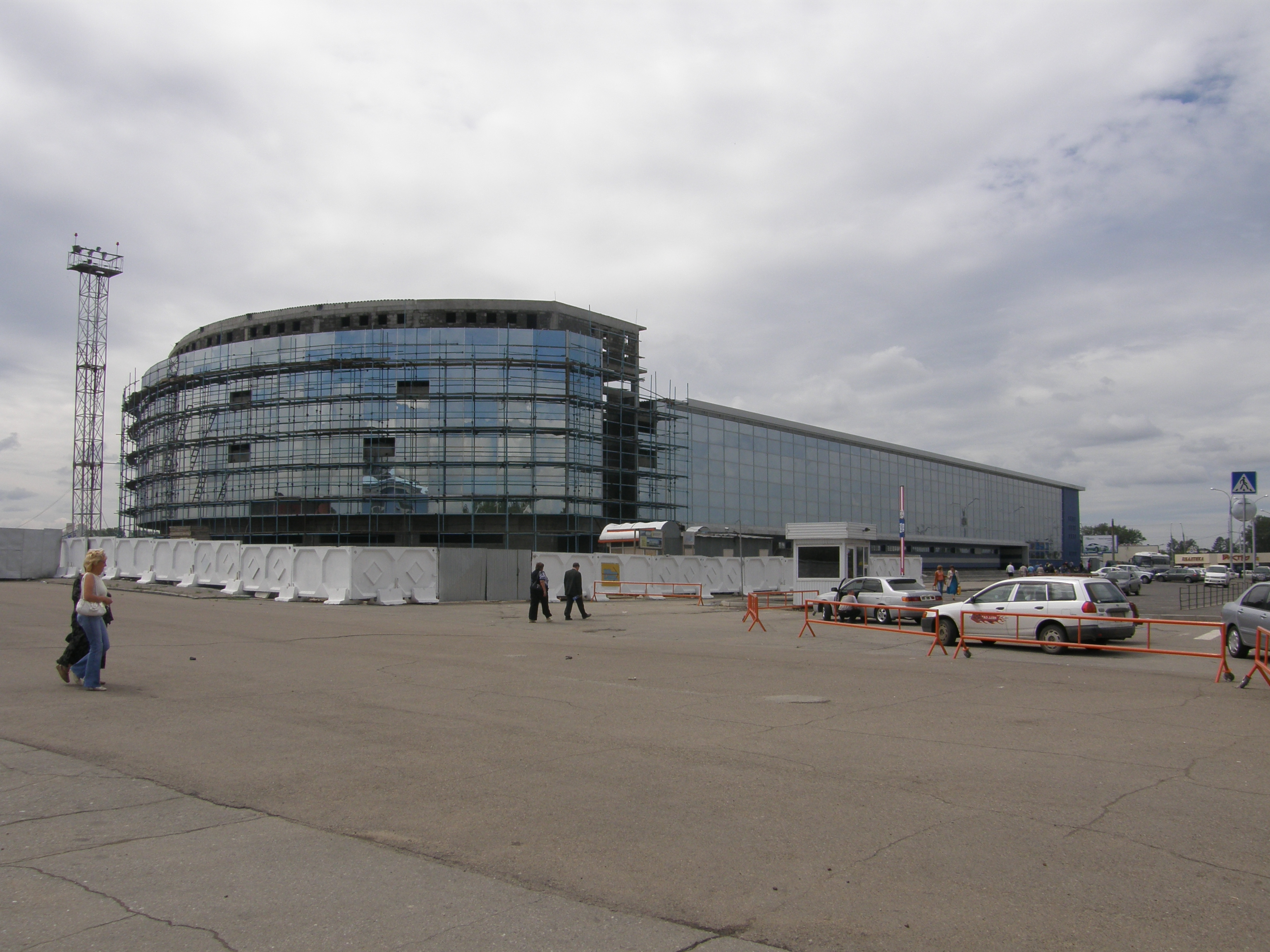
建设中的国内航站楼

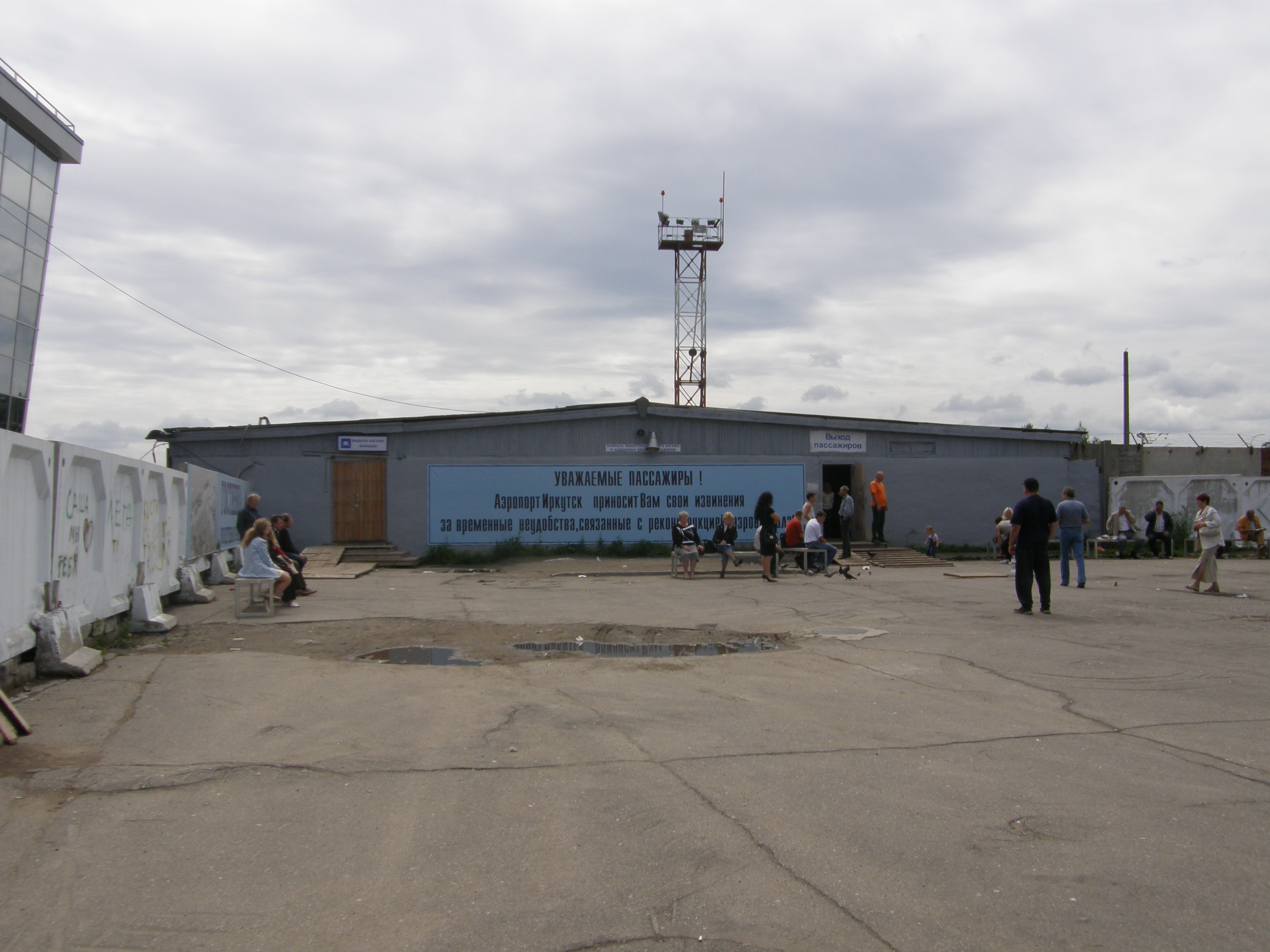
国内航班的临时航站楼

伊尔库茨克机场（Аэропорт Иркутск）是俄罗斯伊尔库茨克的一座国际机场，位于伊尔库茨克市中心以东约4公里处，是俄罗斯重要的区域性枢纽机场。该机场全新的国际及国内航站楼分别于2006年和2009年竣工。在此之前，国际和国内出发的旅客均使用一座建于20世纪60年代的航站楼，而国内抵达的旅客则使用在一旁的拱棚建筑。
由于伊尔库茨克机场靠近安加拉水库，因此一年中的大多数时候均盛行大雾天气的小气候。在恶劣气候的条件下该机场经常关闭，飞机需要备降至布拉茨克机场。在紧急情况下，例如2006年夏季，机场唯一的跑道在一架西伯利亚航空的客机坠毁后关闭（见下文），飞机也可以备降至附近的伊尔库飞机工厂的跑道，那里是生产苏霍伊战斗机和别里也夫两栖飞机的地方。
伊尔库茨克州政府计划在伊尔库茨克以西约36公里处建设新机场。新机场于2010年奠基建设，预计2015年投入运行。

## 历史
伊尔库茨克机场的历史始于1925年6月，当时是作为一些飞机从莫斯科到北京的经停点；1928年首个邮件和载客航班飞抵伊尔库茨克；1932年开办莫斯科经伊尔库茨克至符拉迪沃斯托克的航班；1954年机场得到国际机场的地位；1956年在此降落了其首架客机图-104；从1975年起机场开始处理图-154客机；1992年，机场与伊尔库茨克的航空企业分离经营；2004年，机场被批准采用第一类仪器降落系统；2005年，伊尔库茨克机场与慕尼黑、乌兰巴托和沈阳的机场间签订了一个亚洲和欧洲的运输合作协议；2007年，机场的全年客流量首次超过100万人。

## 航空公司及航点

### 客运
| 航空公司           | 目的地 |
| ------------------ | --- |
| 俄罗斯航空         | 莫斯科－谢列梅捷沃、海參崴、克拉斯諾亞爾斯克、伯力                                                                     |
| 西伯利亚航空       | 马加丹、莫斯科－多莫杰多沃、新西伯利亚、海參崴、安塔利亚、北京/首都、上海/浦東（2024年12月15日開辦）、三亞、香港、普吉 |
| 乌拉尔航空         | 海參崴、杜尚别、叶卡捷琳堡、莫斯科－多莫杰多沃、長春、哈爾濱、鄂爾多斯、曼谷/素萬那普                                  |
| 乌塔航空           | 叶卡捷琳堡、克拉斯諾亞爾斯克、莫斯科－伏努科沃、新西伯利亚、苏尔古特                                                   |
| 维姆航空           | 包机：安塔利亚 |
| 雅库蒂亚航空       | 杜尚别、连斯克、慕尼黑、塔什干、奥廖克明斯克、雅库茨克                                                                 |
| 北风航空           | 安塔利亚、曼谷－素万那普、普吉、三亚、广州                                                                             |
| 俄罗斯国家航空     | 巴尔瑙尔、海參崴、克拉斯諾亞爾斯克、圣彼得堡、北京/大興（2023年12月21日開辦）                                          |
| 伊尔航空           | 海兰泡、博代博、赤塔、伯力、克拉斯諾亞爾斯克、马加丹、新西伯利亚、乌兰乌德、雅库茨克、上海-浦東（2025年4月5日開辦）    |
| 阿尔罗莎米尔内航空 | 连斯克、米尔内、波利亚尔内                                                                                             |
| 比什凱克航空       | 比什凱克 |
| 海南航空           | 北京/首都 |
| 中国南方航空       | 沈陽、哈爾濱（季節性）                                                                                                 |
| 吉祥航空           | 上海/浦東（季節性） |
| 祥鵬航空           | 成都 |
| 天津航空           | 二連浩特、包頭、重慶（皆季節性）                                                                                       |
| 中国東方航空       | 鄂爾多斯、煙台（皆季節性包機）                                                                                         |
| 中国国际航空       | 北京/首都 |
| 乌鲁木齐航空       | 乌鲁木齐 |
| 大韩航空           | 首尔/仁川 （季節性）                                                                                                   |

### 货运
| 航空公司          | 目的地   |
| ----------------- | -------- |
| 中国邮政航空      | 货运包机 |
| 伏尔加-第聂伯航空 | 货运包机 |

## 灾难事故
除了多雾天气，伊尔库茨克机场还以倾斜的跑道及附近多山的环境而臭名昭著。机场及周边地区也因此发生过一些空难。以下为发生于2000年后的空难：
- 2001年7月4日，海参崴航空一架图-154客机在执行XF352航班时降落，在距伊尔库茨克机场约30公里处作着陆尝试时坠毁。这架飞机原计划由叶卡捷琳堡飞往符拉迪沃斯托克，并准备在伊尔库茨克进行预定的中途降落进行加油。机上145人全部遇难，当中包括10名机组人员及12名中国籍乘客[7]。

- 2006年7月9日，西伯利亚航空的一架空客A310-324客机在执行莫斯科至伊尔库茨克的S7778航班时降落坠毁。飞机在着陆时高速冲出跑道，撞上机场混凝土建筑物，并起火燃烧。共造成包括所有机组人员在内约124人遇难，71人生还。[8]